# Uča
La Uča (in russo Уча?) è un fiume della Russia europea, affluente di sinistra della Kljaz'ma (bacino del Volga). Scorre nei rajon Dmitrovskij, Mytiščinskij, Puškinskij e nel distretto della città di Ščëlkovo dell'Oblast' di Mosca. Dopo la costruzione del canale di Mosca, la Uča fu effettivamente divisa in due fiumi: quello superiore e quello inferiore: Verchnjaja Uča (lunga 17 km) e Nižnjaja Uča (19 km).

## Descrizione
Il fiume si forma vicino al villaggio di Ostankino. Scorre verso sud attraverso piccoli stagni. Scorrendo nel serbatoio del canale di Mosca si mescola con l'acqua del Volga. Il vecchio letto del fiume passa attraverso i bacini idrici Pjalovskoe e Učinskoe.
Il fiume scorre attraverso Puškino, Ivanteevka e accanto alla città di Ščëlkovo dove sfocia nella Kljaz'ma.